# Narciarstwo dowolne na Zimowym Olimpijskim Festiwalu Młodzieży Europy 2025
Narciarstwo dowolne na Zimowym Olimpijskim Festiwalu Młodzieży Europy 2025 – zawody w narciarstwie dowolnym, które odbyły się w dniach 12-15 lutego 2025 r. w gruzińskim Bakuriani. W programie zawodów przewidziano po dwie konkurencje dla dziewcząt i chłopców: big air i slopestyle.

## Wyniki
| Pozycja | Zawodnik                   | Reprezentacja | Punkty |
| ------- | -------------------------- | ------------- | ------ |
|         | Viktor Alexander Maksyagin | Szwajcaria    | 90,00  |
|         | Benjamin Lengger           | Austria       | 88,50  |
|         | Victor Knudsen             | Szwecja       | 87,50  |
| 4.      | Timothe Roch               | Francja       | 82,50  |
| 5.      | Jakub Koula                | Czechy        | 77,00  |
| 6.      | Elia Baez Locher           | Włochy        | 74,50  |

| Pozycja | Zawodniczka     | Reprezentacja   | Punkty |
| ------- | --------------- | --------------- | ------ |
|         | Simona Revjagin | Estonia         | 86,00  |
|         | Silje Kinkead   | Dania           | 82,50  |
|         | Sandra Caune    | Wielka Brytania | 80,00  |
| 4.      | Marija Anijczyn | Ukraina         | 70,75  |
| 5.      | Alexia Morice   | Francja         | 67,75  |
| 6.      | Estrid Fahlén   | Szwecja         | 66,50  |

| Pozycja | Zawodnik                   | Reprezentacja | Punkty |
| ------- | -------------------------- | ------------- | ------ |
|         | Benjamin Lengger           | Austria       | 183,00 |
|         | Victor Knudsen             | Szwecja       | 180,00 |
|         | Viktor Alexander Maksyagin | Szwajcaria    | 179,50 |
| 4.      | Elias Lajunen              | Finlandia     | 176,25 |
| 5.      | Severi Silvander           | Finlandia     | 163,75 |
| 6.      | Stanisław Solik            | Polska        | 132,00 |

| Pozycja | Zawodniczka     | Reprezentacja   | Punkty |
| ------- | --------------- | --------------- | ------ |
|         | Sandra Caune    | Wielka Brytania | 170,50 |
|         | Simona Revjagin | Estonia         | 145,75 |
|         | Estrid Fahlén   | Szwecja         | 131,50 |
| 4.      | Marija Anijczyn | Ukraina         | 129,25 |
| 5.      | Silje Kinkead   | Dania           | 128,75 |
| 6.      | Alexia Morice   | Francja         | 112,50 |

## Klasyfikacja medalowa
| Miejsce | Państwo         |   |   |   | złoto · srebro · brąz |
| ------- | --------------- | - | - | - | --------------------- |
| 1.      | Austria         | 1 | 1 | 0 | 2                     |
| 1.      | Estonia         | 1 | 1 | 0 | 2                     |
| 3.      | Wielka Brytania | 1 | 0 | 1 | 2                     |
| 3.      | Szwajcaria      | 1 | 0 | 1 | 2                     |
| 5.      | Szwecja         | 0 | 1 | 2 | 3                     |
| 6.      | Dania           | 0 | 1 | 0 | 1                     |
| Ogółem  | Ogółem          | 4 | 4 | 4 | 12                    |